# Castell de Sant Ferran
Das Castell de Sant Ferran (spanisch Castillo de San Fernando, deutsch Festung San Fernando) ist die größte Festung Europas aus dem 18. Jahrhundert und das größte Bauwerk Kataloniens.

## Lage und Konstruktion
Das Castell de Sant Ferran liegt in exponierter Lage nordwestlich oberhalb der Stadt Figueres auf einem Plateau. Die Bollwerkfestung hat einen Umfang von drei Kilometern und erstreckt sich über eine Fläche von mehr als 32 Hektar.
Die Festung bildet ein unregelmäßiges Achteck und wird von einer doppelten Wehrmauer umschlossen. Die Verteidigungsanlagen umfassen sechs Bastionen, die mit den sie verbindenden vier Kurtinen im Norden, Süden und Westen sowie dem Stall im Osten den inneren Ring bilden. Vier Bastionen bilden im Norden (Sant Jaume), Nordwesten (Sant Felip), Süden (Sant Dalmau) und Südosten (Sant Narcís) die „Eckpunkte“, während zwei weitere Bastionen auf halber Strecke im Osten (Santa Tecla) und Westen (Santa Bàrbara) aus den Längsseiten hervor ragen. Vier Ravelins decken im Osten (Roser, Les Ànimes) und Westen (Sant Josep, Sant Antoni) die Kurtinenmauern sowie den Stall zwischen den Bastionen. Die Kurtinen der Nord- und Südseite sowie die westliche Bastion werden von jeweils einem Hornwerk (Sant Roc, Sant Miquel, Sant Zenó) geschützt. Die Kurtine jedes Hornwerks, in der sich Unterkünfte für die Besatzung befinden, wird ebenfalls durch einen Ravelin gedeckt. Vor den westlichen Eckbastionen sind Kontergarden (Sant Pere, Sant Joan) angelegt und vervollständigen den äußeren Verteidigungsring. Ein Grabensystem, das den inneren Verteidigungsring und jedes Element des äußeren Ringes umgibt und voneinander trennt, vervollständigt zusammen mit einem den gesamten Komplex umgebenden gedeckten Weg die Befestigung. Der Zugang zur Festung erfolgt über das südliche Hornwerk Sant Roc.
Da zum Bau der Festung der gesamte Hügel zunächst planiert und abgetragen wurde, um ein ausreichend großes Areal zu schaffen, steht die Festung größtenteils auf Fels und kann somit kaum durch Unterminierung angegriffen werden. Lediglich auf der schwer gesicherten Westseite ist ein solcher Angriff am Hornwerk Sant Zenó teilweise möglich, daher befinden sich dort am äußeren Fuß des Grabens insgesamt fünf gemauerte Minengänge, die wie die Finger einer Hand nach Westen in das Vorfeld hinausragen und in ihrem hinteren Drittel mehrere Quergänge mit Horchkammern an jedem Ende besitzen. Von dort aus hätten im Verteidigungsfall gegnerische Grabungsaktivitäten durch Horchposten akustisch erkannt, die Grabungsrichtung ermittelt, etwaige Tunnel geortet und diese auch mit Gegenminen auf kürzesten Abstand vernichtet werden können.
Der militärische Befestigungskomplex besitzt zahlreiche (heute noch erhaltene) Bauwerke, zwei mittlerweile entfernte Zugbrücken und einen großen Waffenhof. In den vier Zisternen unterhalb des Waffenhofs konnte jeweils ein Wasservorrat von zweieinhalb Millionen Litern, also insgesamt 10 Millionen Liter, gespeichert werden. Die Zisternen sind über einen zentralen Verbindungsgang erreichbar, über den sie bei Bedarf auch entleert werden können. Jede kann separat gefüllt werden und besitzt einen eigenen Brunnenschacht für die Wasserentnahme (insgesamt vier Brunnen an den Ecken des Waffenhofes), der nicht unmittelbar mit der Zisterne verbunden ist. Das Wasser kam über eine Wasserleitung von außerhalb der Anlage gelegenen Quellen.
Der Militärkomplex war für eine Stammbesatzung von 4000 Soldaten und 500 Pferde ausgelegt. Zusätzlich konnten noch Offiziersfamilien und zivile Dienstleister des Heeres untergebracht werden. Um den Waffenhof herum befinden sich die Quartiere des Kommandanten, der Offiziere und der Spezialisten. Besonders beeindruckend ist der riesige Pferdestall, der als Kasematte in der östlichen Mauer angelegt ist und einen Zugang zum Festungsgraben besitzt.
- Virtueller Rundgang durch die Festung

## Geschichte

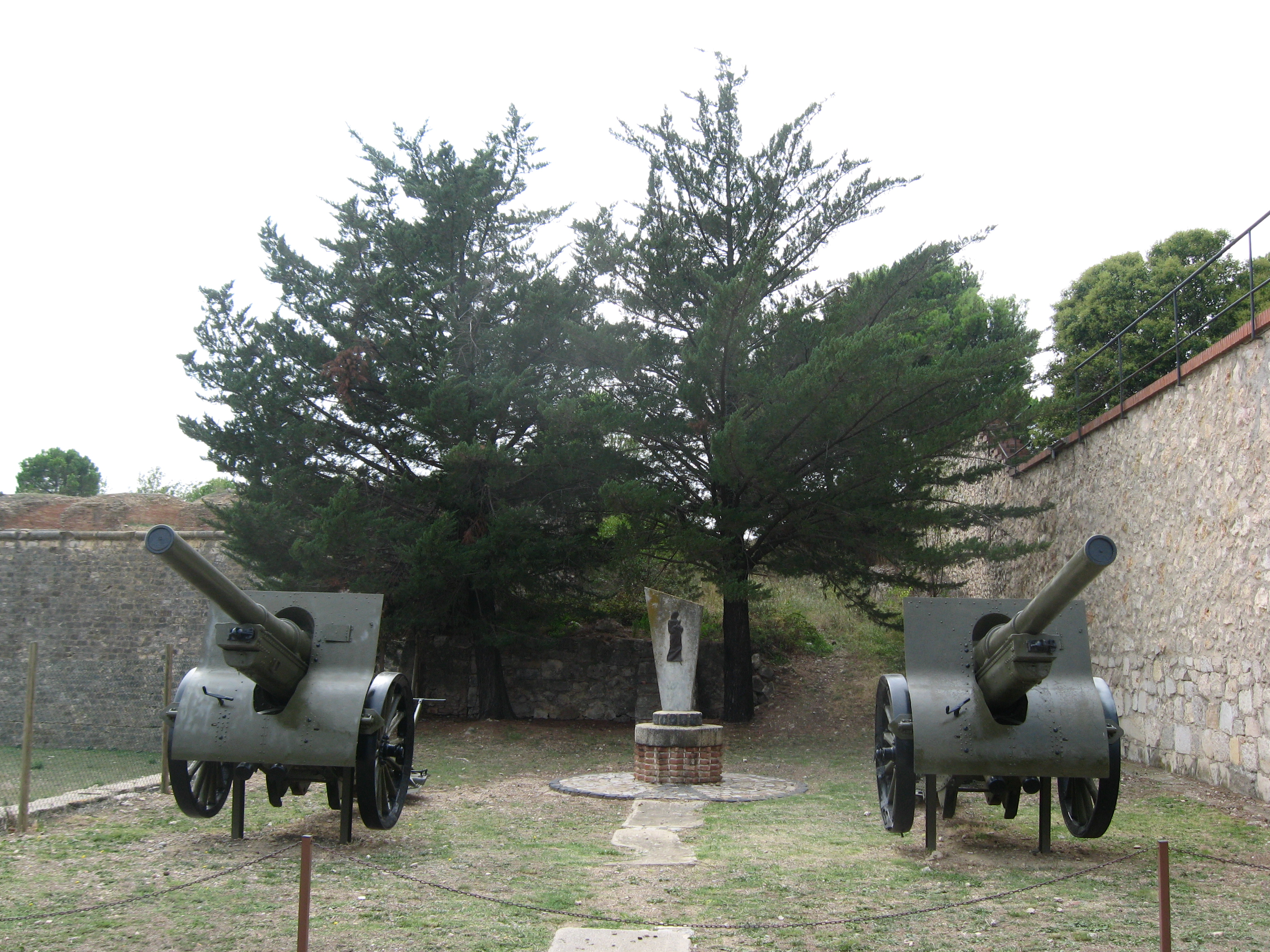
Artilleriegeschütze flankieren einen Gedenkstein an den Heiligen Ferdinand

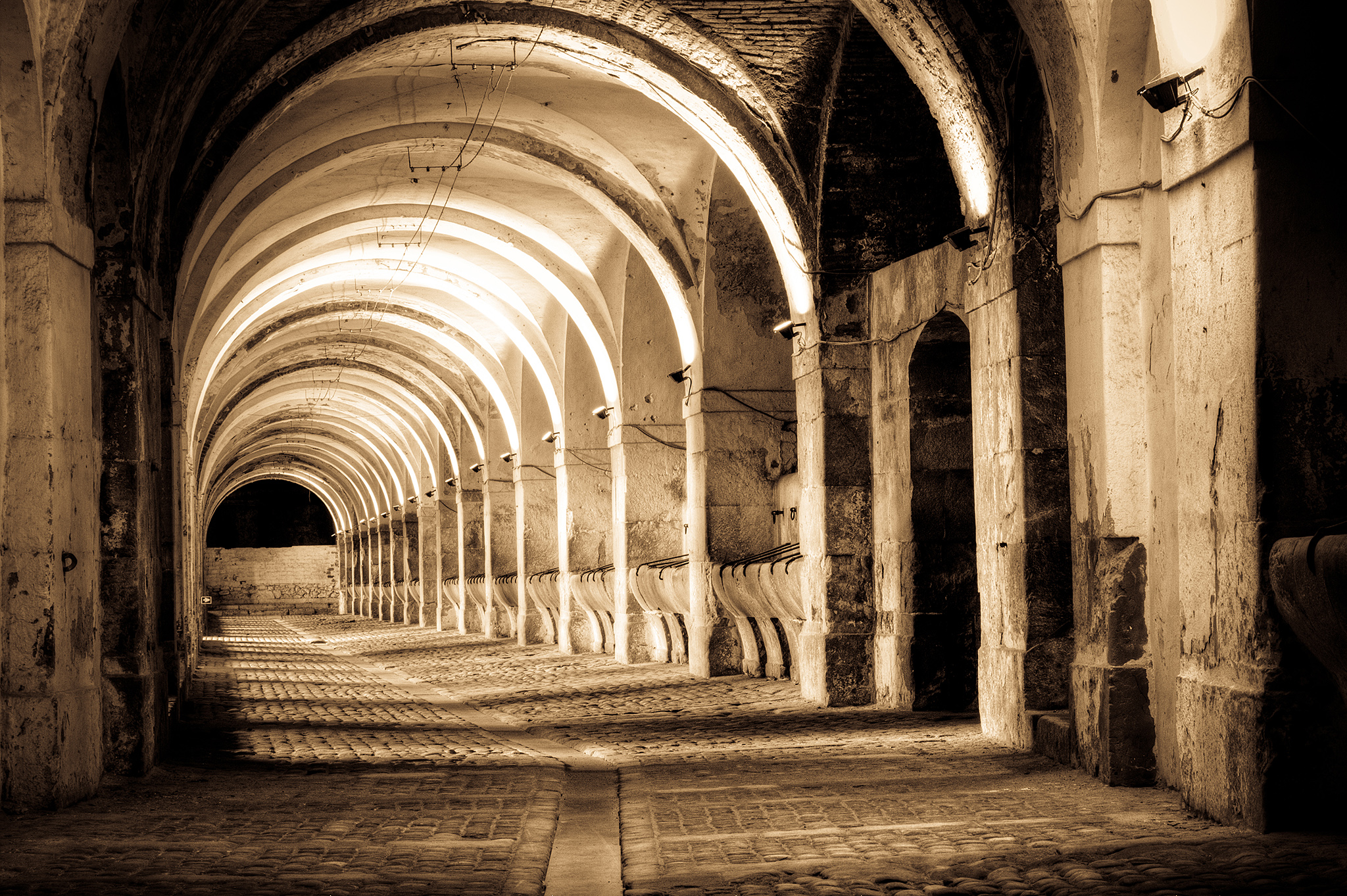
Kavallerie-Stallung

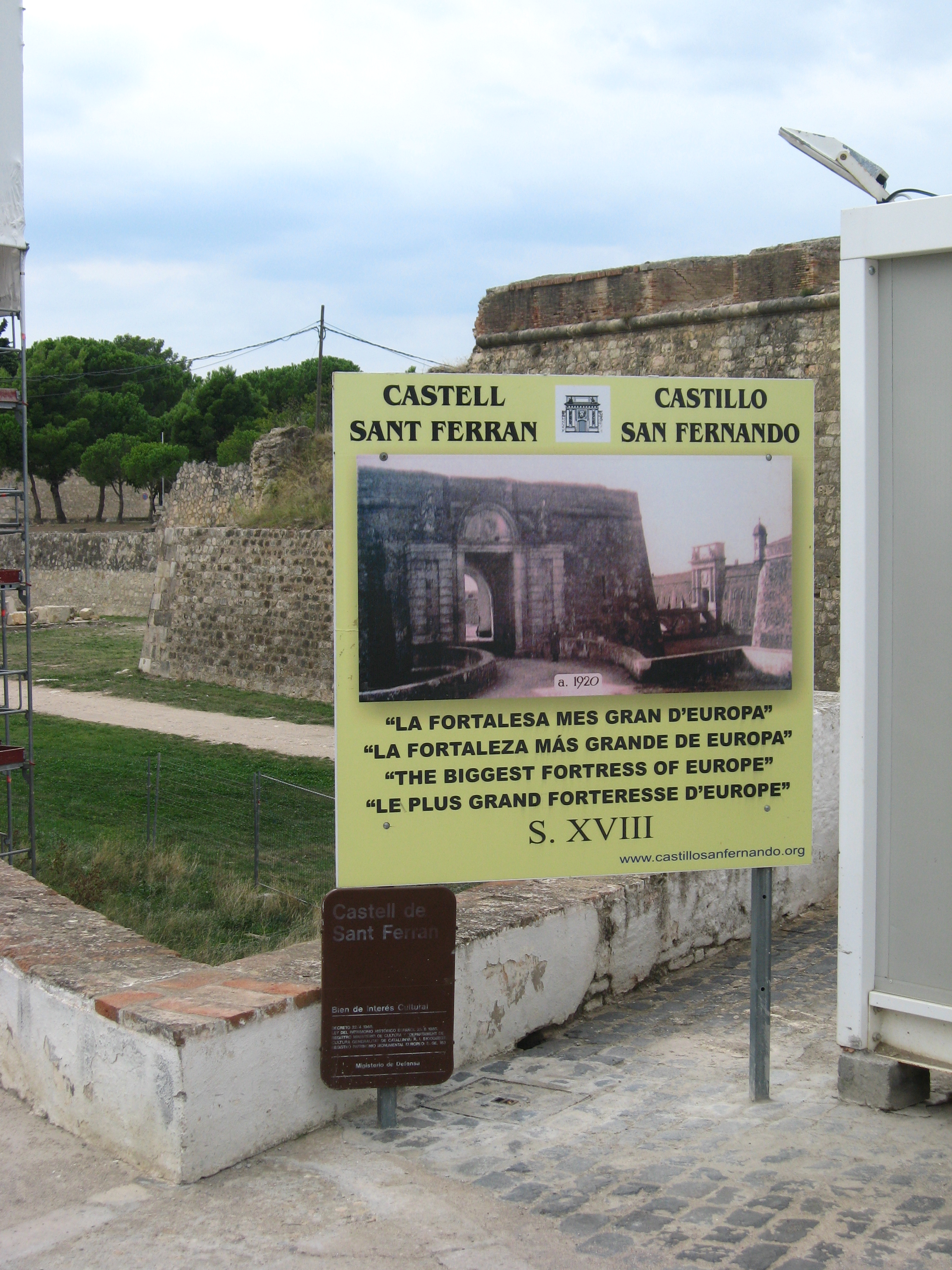
Zugangsbereich

In der Folge des Dreißigjährigen Krieges wurden im Pyrenäenfrieden von 1660 die katalanischen Grafschaften nördlich und teils in den Pyrenäen dem König von Frankreich zugesprochen.
Als Ersatz für die weiter nördlich gelegenen und nun zu Frankreich gehörenden ehemaligen spanischen Befestigungen wurde erst fast 100 Jahre später durch den spanischen Bourbonen-König Ferdinand VI. im Jahr 1753, mitten in der Aufklärungszeit, mit dem Bau der Festung Castell de Sant Ferran, unter anderem von den Militärarchitekten Pedro Martín Cermeño und Juan Martín Cermeño, begonnen. Sie sollte nun zum Schutz gegen die Franzosen dienen. Es waren ca. 4.000 Arbeiter auf der Baustelle beschäftigt. Nach 13-jähriger Bauzeit war die Festung nahezu fertiggestellt und wurde nach König Ferdinand dem Heiligen benannt. Nach dem Tod des Königs verlief der weitere Ausbau schleppend und die Gebäude im inneren der Festung wurden überwiegend erst Ende des 18. Jahrhunderts fertiggestellt. Einige, wie die Kirche, wurden nie beendet. Erst im Jahr 1792 bezog erstmals eine Garnison die Festung.
Im Pyrenäenkrieg von 1793 bis 1795 war die Festung ein Stützpunkt der militärischen Operationen und diente als geschütztes, logistisches Versorgungslager.
Zu Beginn des Napoleonischen Krieges im Jahr 1808 wurde die Festung von einer Streitmacht von 25.000 französischen Soldaten belagert und musste sich ergeben. Der als Held der Region geltende vormalige Verteidiger Gironas, General Álvarez de Castro, starb innerhalb der Festung in Napoleonischer Gefangenschaft. Im Jahr 1811 gelang einer katalanischen Miliz, den sog. Miqueles, in einem Handstreich die Eroberung der Festung, welche danach für 4 Monate gegen französische Kräfte gehalten werden konnte. Am Ende des Krieges wurde die Festung von spanischen Truppen zurückerobert.
Es folgten viele ruhige Jahre, in denen die Festung als rein militärischer Stützpunkt diente.
Zu Beginn des Spanischen Bürgerkriegs von 1936 bis 1939 errichteten die Internationalen Brigaden in der Festung ein logistisches Munitionslager und Depot für Kunstwerke. Auch zahlreiche Kunstwerke aus dem Prado in Madrid wurden während des Bürgerkrieges innerhalb der Festungsmauern untergebracht, um sie vor der möglichen Zerstörung zu bewahren.
Am Ende des Bürgerkrieges wurde die Festung für einige Wochen der letzte Sitz der Regierung der spanischen Republik und im Februar 1939 fand die letzte Sitzung des bereits arg dezimierten republikanischen Parlaments statt, dessen Mitglieder sich bereits auf der Flucht vor Francos Truppen befanden.
Als die Franquisten in Richtung auf Figueres vorrückten, wurden die beiden großen Munitionsdepots der Festung von den sich zurückziehenden Republikanern gesprengt, um ihnen die Munition nicht zu überlassen; dabei wurden das eigentliche, in der südöstlichen Kurtinenmauer gelegene, Haupttor der Festung sowie das Hospital und auch die nordöstlichen Hälfte der unterirdischen Stallungen vollständig zerstört, wodurch der innere Ring gebrochen und die Festung als militärisches Bollwerk unbrauchbar wurde. Da man massive Auswirkungen auf die Stadt Figueres erwartet hatte, war diese geräumt worden und tatsächlich flogen die Mauersteine und Felsstücke weit bis in das Stadtgebiet und verursachten Schäden.
Nach Ende des Bürgerkrieges wurde die Festungsanlage durch das Franco-Regime übernommen und als militärische Ausbildungseinrichtung, Stützpunkt für die Grenzschutztruppen sowie Munitionsdepot genutzt. Dabei wurde nach der Besetzung durch die Franquisten die Kurtinenmauern ausgebessert, doch die zerstörten Stallungen, das Hospital und das Haupttor wurden nicht wieder aufgebaut. Einige Steine des Tores liegen noch heute im Graben davor.
Seit 1966 wird das Castell de Sant Ferran nicht mehr primär militärisch genutzt und diente zwischenzeitlich unter anderem als Gefängnis. Die Verantwortlichen des Militärputsches vom 23. Februar 1981 wurden hier inhaftiert.
1991 wurde das Gefängnis geschlossen und die Festung nicht weiter genutzt. Die Anlage begann in der Folgezeit zu verfallen.

## Kulturhistorisches Monument

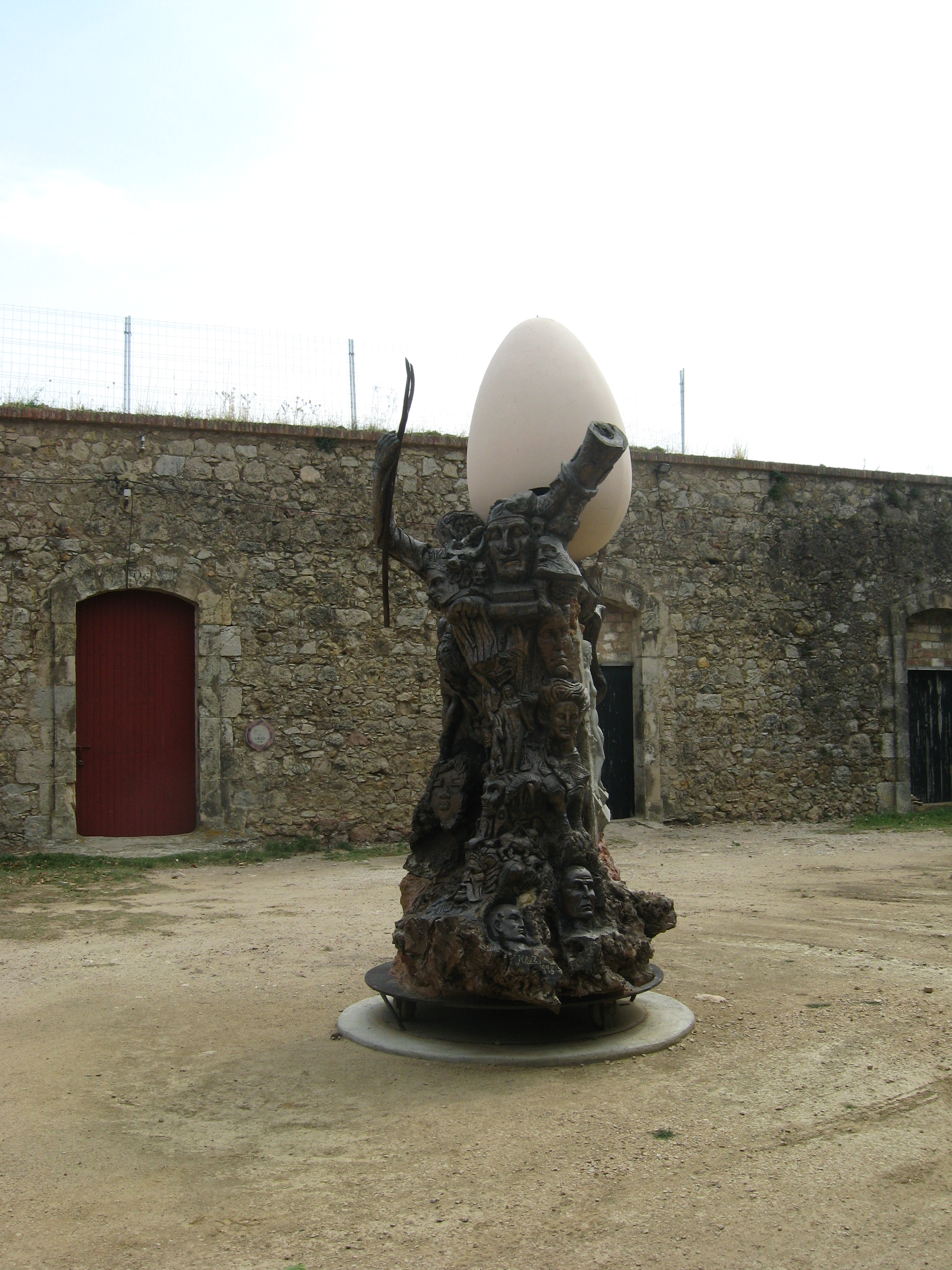
Künstlerische Hommage an Salvador Dalí

Die Festung Castell de Sant Ferran wurde im Jahre 1949 zum kulturhistorischen Monument erklärt. Seit 1997 ist der ehemalige Militärkomplex der Öffentlichkeit teilweise zugänglich und wird in Teilen restauriert.

## Besichtigung
In den touristischen Sommermonaten der Costa Brava ist die Besichtigung von 10:00 bis 20:00 Uhr möglich (1. Juli bis 15. September). Auch für die Osterwoche (dienstags bis sonntags) gelten diese Öffnungszeiten. Ansonsten ist die Öffnungszeit 10:00 bis 18:00 Uhr, mit einer Reduzierung im Winter (ab dem letzten Sonntag im Oktober bis zum letzten Samstag im März) auf die Zeit von 10:30 bis 15:00 Uhr und keine Zugang an Montagen (außer an Feiertagen).
Die günstigste Variante der Besichtigung ist die selbstständige Besichtigung der Festung, wobei der innere Festungsbereich sowie das Hornwerk Sant Roc zugänglich sind – alles unter Beachtung der gesperrten Zonen – , dabei sollten ca. 1 bis 2 h eingeplant werden. Es gibt vierzehn Tafeln zu denen jeweils im verfügbaren deutschsprachigen Flyer eine kurze Erläuterung gegeben wird:
Haupteingang - Waffenhof - Kirche - Lichthof - Wohnhaus - Bastion Santa Barbara - bombensichere Gewölbe - Gefängnis - Zisternen - Kasematte - das Soldatenheim - Bastion Santa Tecla - Stallungen - Gedenkkapelle
Grundsätzlich ist auch eine Audioführung (mit Kopfhörern) im Angebot.
Die Ravelins, Kontergarden und die Hornwerke Sant Miguel und Sant Zenó sowie das Grabensystem und das Innere der Gebäude sind aufgrund aktueller Nutzung oder aus Sicherheitsgründen die Bausubstanz betreffend nicht zugänglich.
Im Eingangsbereich des Hornwerks Sant Roc existiert in mehreren Kavernen ein Restaurant.

## Besonderheiten
Im Jahre 1927 leistete der surrealistische Maler, Grafiker, Schriftsteller, Bildhauer und Bühnenbildner Salvador Dalí im Castell de Sant Ferran seinen Wehrdienst.